# Bharata (Ramáiana)
No épico hindu Ramáiana, Bharata (sânscrito: भरत, IAST Bharata) foi o segundo irmão do principal protagonista, senhor Rama, e filho do Imperador Dasaratha e Kaikeyi da Dinastia Solar. É dito que, após Rama, ele era o símbolo do dharma e do idealismo. Poucos comentadores, no entanto, julgam Bharata de ser ainda melhor que o próprio Rama em virtude. Ele é considerado de ter nascido no aspecto do Sudarshana Chakra, o mais famoso dos Panchayudhas de Vishnu.

## Nascimento
Bharata era o segundo dos quatro filhos de Dasaratha. Embora o Ramáiana descreva todos os quatro irmãos como devotos uns aos outros, Shatrughna era, de modo geral, mais próximo a Bharata e Lakshmana era mais próximo a Rama. Ele se casou com Mandavi, filha do irmão do rei Janaka, Kushadhvaja, e era, portanto, prima de Sita. Eles tiveram dois filhos, Taksha e Pushkala.

## Exílio de Rama
O Ramáiana relata como Kaikeyi traiu o rei prometendo colocar Bharatha no trono de Ayodhya e banindo Rama em exílio na floresta por 14 anos.

### Resposta de Bharata
Bharata estava fora de Ayodhya quando Rama foi no exílio. Quando ele soube do exílio, ficou chocado. Ele severamente repreendeu a sua mãe, e imediatamente declarou a sua decisão de trazer Rama de volta da floresta, e, se fosse necessário, de servir no exílio por ele. Quando o povo de Ayodhya e os numerosos aliados de Rama souberam disso, o seu desprezo e ódio a Bharata (devido à suposição de que ele teve um papel no exílio de Rama) acabou, e ele foi imediatamente tornado imortal em fama ao mundo pela sua abnegação, honra pela sua família e tradição, aderência à verdade e justiça e, por último mas não menos importante, amor pelo seu irmão mais velho.
O guru de Ayodhya, Vasishta, disse que ninguém aprendeu as lições do dharma melhor que Bharata.

## 'Rei' de Ayodhya
Depois de dar as dolorosas notícias da morte do seu pai a Rama e Lakshmana, Bharata tentou convencer Rama a voltar a Ayodhya como imperador, mas esse rapidamente recusou, dizendo que tal ato não seria correto. Baseado numa explicação do rei Janaka de que, desde que o amor de Bharata por Rama era sem paralelos, o seu dever de fazer com que Rama vivesse justamente, Bharata desistiu nos seus esforços de trazer Rama de volta a Ayodhya antes que os 14 anos de exílio acabassem. Apesar de profundamente desapontado, Bharata voltou a Ayodhya após receber uma promessa de Rama de que ele iria retornar prontamente ao fim dos 14 anos de exílio e, então, ascender ao trono. Ele jurou a Rama que, se Rama não retornasse imediatamente após o término dos 14 anos, ele iria desistir da sua vida por autoimolação.
Ele concordou governar Ayodhya, não como o imperador, mas somente como o representante de Rama. O povo apoiou Bharata, se tornando 'rei' de Côssala e Ayodhya, mas o próprio Bharata colocou as sandálias de Rama aos pés do trono real, e nem sentou no trono, nem se coroou.
O reino de Bharata foi justo, e o reino estava seguro e próspero, mas Bharata continuamente almejava o retorno de Rama. Durante esse tempo, ele não perdoou a sua mãe Kaikeyi, e diligentemente serviu a Kousalya, mãe de Rama, e Sumitra, mãe de Lakshmana.
O profundo amor e estima que Rama tinha por Bharata é comprovado com a declaração de Rama de que o seu amor por Hanuman estava em par com o seu amor por Bharata.

## Rei de Taxila
Também é sabido que Bharata conquistou os gandaravas e criou o seu reino de Taxisila compreendendo as atuais regiões de Panjabe, Paquistão, Afeganistão e partes da Ásia Central. É evidente, pelo nome da cidade capital do Uzbequistão, Tasquente, que é realmente derivado da palavra "Taxisila." A cidade indiana atual de Taxila também é um marco desse governo.

## Retorno de Rama
Quando o período de quatorze anos do exílio de Rama acabou, Rama há pouco tinha derrotado Ravana, o imperador rakshasa de Lanka.
Lembrando do juramento de Bharata, Rama, ansioso e preocupado, mandou Hanuman à sua frente, para evitar que Bharata sacrificasse a sua vida.
No retorno de Rama a Ayodhya, Bharata liderou o desfile para cumprimentar os legítimos rei e rainha, e o seu irmão Lakshmana. Embora Rama devesse coroar Lakshmana como Yuvaraja, ou príncipe herdeiro, após a sua própria coroação, Lakshmana disse que as grandes virtudes de Bharata e anos de experiência como administrador de Ayodhya o qualificavam mais, e, assim, foi imediatamente feito Yuvaraja por Rama.

## Retiro
Quando Rama decidiu se retirar, Bharata e Shatrughna se juntaram a ele. Quando Rama foi ao rio Sarayu, ele se transformou na sua eterna e original forma de Mahavishnu, e Bharata e Shatrughna foram ao rio e também se uniram a ele.